# Limnophora carolina
Limnophora carolina är en tvåvingeart som beskrevs av John Otterbein Snyder 1965. Limnophora carolina ingår i släktet Limnophora och familjen husflugor. Inga underarter finns listade i Catalogue of Life.